# 고가네정
고가네정(小金町)은 지바현 히가시카쓰시카군에 일찍이 존재했던 정이다. 대부분 현재의 마쓰도시 북부에 해당하며, 일부 지역은 가시와시 서부에 해당한다.

## 지리
한때 고가네성의 성곽 마을, 후에 미토 가도의 고가네주쿠로 발전했으나 메이지 시대에 접어들어 철도 등 교통수단이 발달하면서 쇠퇴해 갔다. 본토사, 도겐지, 이츠키지 등의 고찰이 많다.
고가네주쿠 지역은 현재도 상업지의 성격을 유지하고 있으며, 그 외의 지역은 합병 후 농지나 산림 등으로부터 택지로 전환된 곳이 많다. 고가네하라, 고다와 가바시 고케오카 단지가 이에 해당한다.
쇼와시대의 대합병 당시, 한때 가시와시(柏市, 당시 도카쓰시)에 편입되었다가 주민들의 반대로 일부(현재의 카시와시 코우가오카 지구)를 제외하고 마쓰도시에 편입된 경위를 가지고 있다.
'고가네미즈'(공영 수도)와 고가네정(가시와시 부분 제외)를 구역으로 하는 농업협동조합은 합병 후에도 유지되었으며, 전자는 현존하고 있다. 마을이 폐쇄되었기 때문에 마을의 역사 자료는 오랫동안 마쓰도 시립 고가네 초등학교에 보관(비공개)되어 있었다.
약국 체인 '마츠모토키요시'는 이 지역에서 설립되어 현재도 인접한 곳에 본사를 두고 있는 유일한 유명 기업이다.
현재 고가네정 전체를 가리켜 '고가네'라고 부르지는 않지만, 지바현립 고가네 고등학교('마쓰도'를 붙이지 않음)와 니트 제조업체 '고가네모오리'(가시와시 부분에 위치) 등에서 그 면모를 찾아볼 수 있다.

## 역사
- 1889년 4월 1일 - 정촌제 시행으로, 히가시카쓰시카군 고가네정(小金町)이 성립.
- 1954년 9월 1일 - 가시와정·쓰치촌·다나카촌과 합병하여 도카쓰시(東葛市)가 발족, 고가네정은 폐지.
- 1954년 10월 15일 - 구 고가네정의 대부분이 도카쓰시에서 분리되어 새로이 마쓰도시(松戸市)에 편입.
- 1954년 11월 15일 - 도카쓰시가 가시와시(柏市)로 개칭.

## 교통

### 철도
- 국철（현・JR동일본）조반선
  - 기타코가네역